# Urh Čehovin
Urh Čehovin, slovenski športni plezalec, * 20. julij 1977, Ljubljana.
Urh se s športnim plezanjem se ukvarja od leta 1991. Pretekla leta je plezal pretežno vzdržljivostne smeri, od katerih izstopa prva slovenska ponovitev legendarne smeri »Za staro kolo in majhnega psa« z oceno 8c+ v Mišji peči. Zadnjih pet let pa se predvsem posveča balvanskemu plezanju. 
Trenutno je najboljši slovenski plezalec naravnih balvanov v katerih iz leta v leto dviguje svoj nivo ter nivo slovenskega balvanskega plezanja. Veliko njegovih balvanskih problemov še nima ponovitve. Trenutno je v njegovi zbirki že več kot petnajst balvanskih problemov z oceno Fb 8a+ ali več.
Od leta 1993, ko je bil še kadet, pa je prisoten v članski reprezentanci Slovenije. Leta 2002 je bil na koncu svetovnega pokala na enajstem mestu, kar je še vedno njegov najboljši dosežek.
Poleg plezanja pa se ukvarja še s košarko, nogometom, šahom ter sociološkim raziskovenjem družbenih odnosov v različnih fazah posameznikove zavesti.

## Športna kariera

### Tekmovanja
- Laško 2005, 1. mesto - državno prvenstvo, bolder
- Slovenj Gradec 2004, 1. mesto - državno prvenstvo, bolder
- Moskva 2003, 10. mesto - svetovni pokal, bolder
- Fiera di Primiero 2003, 11. mesto - svetovni pokal, bolder

### Vzponi v skali
- The End, Zalog - Slovenija (Fb 8c RP)
- Beginning of the End, Zalog - Slovenija (Fb 8b+ RP)
- Uber...?, Magic Wood - Švica (Fb 8a Flash)
- Power of Goodbye, Maltatal - Avstrija (Fb 8b+ RP)
- Za staro kolo in majhnega psa, Mišja peč - Slovenija (8c+ RP)